# Осухув (Зволенський повіт)
Осухув (пол. Osuchów) — село в Польщі, у гміні Казанув Зволенського повіту Мазовецького воєводства.
Населення — 363 особи (2011).
У 1975-1998 роках село належало до Радомського воєводства.

## Демографія
Демографічна структура станом на 31 березня 2011 року:
|          | Загалом | Допрацездатний вік | Працездатний вік | Постпрацездатний вік |
| -------- | ------- | ------------------ | ---------------- | -------------------- |
| Чоловіки | 194     | 46                 | 127              | 21                   |
| Жінки    | 169     | 35                 | 89               | 45                   |
| Разом    | 363     | 81                 | 216              | 66                   |